# Pete Wilson
Peter Barton Wilson, detto Pete (Lake Forest, 23 agosto 1933), è un politico statunitense, senatore per lo stato della California dal 1983 al 1991 e governatore dello stesso stato dal 1991 al 1999.

## Biografia
Nato nell'Illinois, dopo gli studi e il servizio militare, Wilson si trasferì in California ed entrato in politica con il Partito Repubblicano, venne eletto all'interno della legislatura statale.
Nel 1971 si candidò alla carica di sindaco di San Diego e riuscì a vincere le elezioni; Wilson mantenne l'incarico per oltre undici anni, fin quando venne eletto senatore nel 1982. Fu riconfermato per un secondo mandato nel 1988, ma dopo due anni Wilson annunciò la propria candidatura alla carica di governatore.
Wilson riuscì ad essere eletto, sconfiggendo l'avversaria democratica Dianne Feinstein, la quale due anni dopo conquistò il seggio senatoriale che era stato di Wilson. Questi venne rieletto governatore nel 1994, ma dovette lasciare l'incarico al termine del mandato per via dei limiti imposti dalla costituzione.
Dopo aver lasciato l'incarico, Wilson si dedicò prevalentemente a consulenze per candidati politici.